# Малигін Сергій Олександрович
Сергій Олександрович Малигін (6 жовтня 1898, Новий Торг — 10 січня 1944) — Герой Радянського Союзу, у роки радянсько-німецької війни начальник артилерії 340-ї стрілецької дивізії 38-ї армії Воронезького фронту, полковник.

## Біографія
Народився 6 жовтня 1898 року в селі Новий Торг Ржевського району Тверської області в сім'ї службовця. Росіянин. Закінчив неповну середню школу.
У 1919 році добровольцем пішов у Червону Армію. Брав участь в Громадянській війні. У боях радянсько-німецької війни з липня 1941 року. Воював на Воронезькому фронті.
У період з 29 вересня по 2 жовтня 1943 року начальник артилерії 340-ї стрілецької дивізії полковник С. О. Малигін вміло спланував і організував дії артилерії при форсуванні дивізією річки Дніпро в районі села Бірки Вишгородського району Київської області. Переправлені на правий берег батареї успішно відбили контратаки противника, вогнем забезпечили бої за розширення плацдарму.
Указом Президії Верховної Ради СРСР від 24 грудня 1943 року за зразкове виконання бойових завдань командування на фронті боротьби з німецько-фашистським загарбниками і проявлені при цьому мужність і героїзм полковнику Сергію Олександровичу Малигіну присвоєно звання Героя Радянського Союзу.

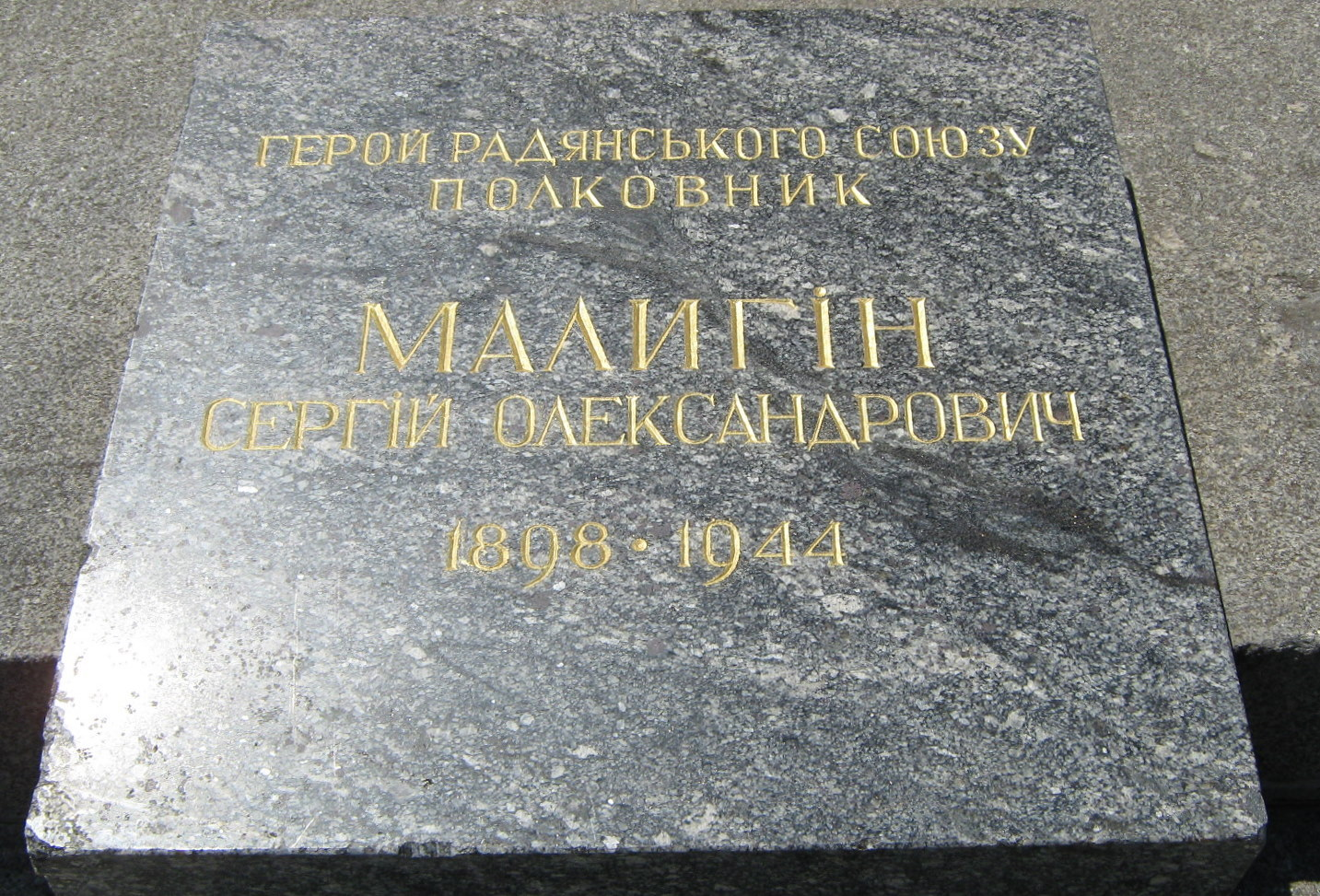
Могила Сергія Малигіна

10 січня 1944 року Сергій Олександрович Малигін загинув в одному з боїв. Похований у Києві у Парку Вічної Слави.

## Нагороди, пам'ять
Нагороджений орденом Леніна, орденом Червоного Прапора, медалями.
У місті Коломні Московської області встановлено бюст Героя.